# Nikolai Malko
Nikolai Andreievitch Malko (em ucraniano: Микола Малько; em russo: Николай Андреевич Малько; Brailiv, 5 de julho de 1883 – Sydney, 23 de junho de 1961) foi um maestro de origem ucraniana.

## Biografia
Durante sua juventude, Nikolai Malko publicou críticas musicais na imprensa russa e atuou como pianista, mais tarde dedicando-se à regência. Concluiu os estudos de história e línguas na Universidade Estatal de São Petersburgo em 1906, e formou-se no Conservatório de São Petersburgo em 1909, onde teve como professores Nikolai Rimsky-Korsakov, Alexander Glazunov, Anatoli Liadov e Nikolai Tcherepnin. No mesmo ano, iniciou sua trajetória como regente no Teatro Mariinski, tornando-se maestro titular seis anos depois. Também a partir de 1909, aperfeiçoou-se em regência com Felix Mottl em Munique.
Em 1918, assumiu a direção do conservatório de Vitebsk, e em 1921 passou a lecionar no Conservatório de Moscou. Em 1926, tornou-se regente da Orquestra Filarmônica de São Petersburgo, conduzindo nesse mesmo ano a estreia da Primeira Sinfonia de Dmitri Shostakovich e, em 1927, a Segunda Sinfonia do mesmo compositor. Malko também regeu a estreia da Quinta Sinfonia de Nikolai Myaskovsky, cuja Nona Sinfonia foi dedicada a ele.
Em 1928, durante uma turnê no Ocidente, decidiu não retornar à União Soviética, estabelecendo-se inicialmente em Viena e Praga, e, a partir de 1930, em Copenhague. Na capital dinamarquesa, contribuiu para a fundação da Orquestra Sinfônica Nacional Dinamarquesa, tornando-se regente convidado permanente.
Em 1940, mudou-se para os Estados Unidos, onde também atuou como professor de regência. Sua técnica de regência foi registrada no livro The Conductor and His Baton (1950), que influenciou obras posteriores sobre o tema, como The Modern Conductor, de Elizabeth A. H. Green (1996). Malko realizou diversas gravações para o selo EMI, tanto em Copenhague quanto com a Orquestra Philharmonia, com destaque para o repertório russo. Em 1951, regeu a estreia da Sétima Sinfonia de Vagn Holmboe com a Orquestra da Rádio Dinamarquesa.
Em 1956, transferiu-se para a Austrália, onde assumiu a direção musical da Orquestra Sinfônica de Sydney, cargo que manteve até sua morte em 1961.
Desde 1965, é realizado em Copenhague o Concurso Nikolai Malko para jovens regentes, instituído em sua homenagem.